# Phare de Streiti
Le phare de Streiti (en islandais : Streitisviti) est un phare situé dans la région d'Austurland au sud de la baie de Breiðdalsvík.